# Mohamed Mahmoud (cyclisme)
Pour les articles homonymes, voir Mahmoud.
Mohamed Mahmoud, né le 25 décembre 1998,, est un coureur cycliste égyptien. Il participe à des compétitions sur route et sur piste. 

## Biographie
En 2020, il s'adjuge la médaille d'or dans la poursuite par équipes aux championnats d'Afrique sur piste, avec la délégation égyptienne. Il devient également champion national de l'omnium. 

## Palmarès sur piste

### Championnats d'Afrique
- Le Caire 2020
  -  Champion d'Afrique de poursuite par équipes (avec Youssef Abouelhassan, Assem Elhusseini Khalil et Sayed Elkhouly)

### Championnats nationaux
- 2019
  - 2e du championnat d'Égypte de poursuite
  - 3e du championnat d'Égypte de l'omnium
- 2020
  -  Champion d'Égypte de l'omnium

## Palmarès sur route

### Classements mondiaux
| Année                                 | 2019  | 2020 | 2021 | 2022  |
| ------------------------------------- | ----- | ---- | ---- | ----- |
| Classement mondial                    | 2368e | nc   | nc   | 2885e |
| UCI Africa Tour                       | 139e  | nc   | nc   | 175e  |
|                                       |       |      |      |       |
| Légende : nc = non classéSource : UCI |       |      |      |       |